# Promestriene
Il promestriene è un estrogeno di sintesi con marcata attività trofica nei confronti delle mucose genitali. Il farmaco è venduto in Italia dalla società Teva Italia con il nome commerciale di Colpotrophine nella forma farmaceutica di capsule vaginali contenenti 10 mg di principio attivo e di crema vaginale al 1%.

## Farmacodinamica
Il composto applicato localmente sul tratto genitale inferiore femminile (vulva, vagina), promuove la proliferazione delle cellule epiteliali e quindi accelera i processi riparativi tissutali. Una volta ripristinata l'integrità dell'epitelio, aumentano i livelli di glicogeno, composto che funge da substrato per la flora lactobatterica responsabile del mantenimento del pH fisiologico vaginale. Il ristabilirsi del pH aiuta a prevenire l'insorgenza di recidive.

## Farmacocinetica
Dopo applicazione locale, meno dell'1% della molecola viene assorbita. La quota che entra nel circolo sistemico viene metabolizzata per dealchilazione con formazione di due monoeteri, in 3 e in 17b, che vengono poi eliminati dall'organismo come tali o dopo trasformazione a estradiolo. L'emivita del promestriene è inferiore a 24 ore. Gli studi non hanno mai messo in evidenza fenomeni di accumulo.

## Tossicologia
Studi sperimentali eseguiti su animali (topo e ratto) non hanno permesso determinare un valore di DL50, sia a seguito di somministrazione topica (dosaggi fra 2,5 e 13,3 g/kg peso corporeo) sia dopo somministrazione orale (dosi tra 1,2 e 2,0 g/kg).

## Usi clinici
Il promestriene è indicato negli stati atrofici e distrofici vulvo-cervico-vaginali causati da carenza estrogenica (ad esempio nel climaterio) o da superinfezioni batteriche. 
Viene impiegato anche nei ritardi di cicatrizzazione post-partum o successivi a interventi chirurgici e nel trattamento della seborrea, particolarmente del cuoio capelluto e del volto.

## Effetti collaterali e indesiderati
Nel corso del trattamento topico può insorgere un arrossamento associato a senso di prurito e di lieve bruciore nella zona dell'applicazione.

## Controindicazioni
Il farmaco non deve essere somministrato nei soggetti con ipersensibilità individuale nota al principio attivo, agli estrogeni oppure ad uno qualsiasi degli eccipienti della formulazione farmaceutica. È inoltre controindicato nei pazienti con anamnesi positiva per neoplasie estrogeno-dipendenti e in tutti quei casi in cui una terapia a base di estrogeni possa essere rischiosa (endometriosi, utero miomatoso, metrorragie, mastopatie, tromboembolia), e ciò nonostante il farmaco non presenti di norma effetti sistemici.

È infine controindicato nelle donne in stato di gravidanza.

## Dosi terapeutiche
Il promestriene viene utilizzato solo per applicazioni locali sotto forma di crema o capsule vaginali. Nell'adulto il dosaggio consigliato è di una capsula da 10 mg da introdurre profondamente in vagina ogni sera per un ciclo di trattamento di 3 settimane consecutive. Alternativamente è possibile ricorrere a 1-2 applicazioni al giorno di 1 g di crema (contenente l'1% di principio attivo) per lo stesso periodo di trattamento.
Quando il farmaco viene applicato esternamente è opportuno procedere con un leggero massaggio.